# Великая Ростока
Великая Ростока (укр. Велика Розтока) — село в Иршавской общине Хустского района Закарпатской области Украины.
Население по переписи 2001 года составляло 613 человека. Почтовый индекс — 90133. Телефонный код — 3144.  Код КОАТУУ — 2121982802.

## История
В 1946 году указом ПВС УССР село Бережская Ростока переименовано в Великую Ростоку.